# Списак генерала и адмирала ЈНА у резерви
Списак резервних генерала и адмирала Југословенске народне армије (ЈНА). У овом чланку налазе се резервни генерали и адмирали, који су демобилисани из Југословенске армије 1945, након завршетка Народноослободилачког рата, као и они који су чин генерала или адмирала, стекли у резерви. Остали, који су демобилисани и преведени у резерву, у периоду после 1945, налазе се на списку генерала и адмирала.
- Виктор Авбељ (1914—1993) генерал-мајор у резерви. Народни херој.[2]
- Филип Бајковић (1910—1985) генерал-мајор у резерви. Народни херој.
- Владимир Бакарић (1912—1983) генерал-потпуковник у резерви. Народни херој.
- Митар Бакић (1908—1960) генерал-потпуковник у резерви. Народни херој.[3]
- Максимилијан Баће (1914—2005) генерал-пуковник у резерви. Народни херој.
- Алеш Беблер (1907—1981) генерал-мајор у резерви. Народни херој.[4]
- Влајко Беговић (1905—1989) генерал-мајор у резерви.[4]
- Марко Белинић (1911—2004) генерал-мајор у резерви. Народни херој.[5]
- Шукрија Биједић (1917—1990) генерал-мајор у резерви.[6]
- Војислав Биљановић (1914—1972) генерал-мајор у резерви.[6]
- Јаков Блажевић (1912—1996) генерал-мајор у резерви. Народни херој.[7]
- др Борислав Божовић (1913—1987) санитетски генерал-мајор у резерви.[8]
- Владимир Велебит (1907—2004) генерал-мајор у резерви.[9]
- Јован Веселинов (1906—1982) генерал-мајор у резерви. Народни херој.[10]
- Вељко Влаховић (1914—1975) генерал-мајор у резерви. Народни херој.[11]
- Тодор Вујасиновић (1904—1988) генерал-мајор у резерви.[12]
- Светозар Вукмановић (1912—2000) генерал-пуковник у резерви. Народни херој.[13]
- Павле Грегорић (1892—1989) генерал-мајор у резерви. Народни херој.[14]
- Угљеша Даниловић (1913—2003) генерал-потпуковник у резерви. Народни херој.[15]
- Илија Дошен (1914—2002) генерал-мајор у резерви. Народни херој.[16]
- Вељко Дракулић (1908—1986) генерал-мајор у резерви.[17]
- Љубодраг Ђурић (1917—1988) генерал-мајор у резерви.[18]
- Блажо Ђуричић (1914—1991) генерал-мајор у резерви. Народни херој.[18]
- Видоје Жарковић (1927—2000) контра-адмирал у резерви.[19]
- Раде Жигић (1909—1954) генерал-мајор у резерви[б]
- Вељко Зековић (1906—1985) генерал-мајор у резерви. Народни херој.[20]
- Љубо Илић (1905—1994) генерал-мајор у резерви. Народни херој.[21]
- Блажо Јовановић (1907—1976) генерал-мајор у резерви. Народни херој.[22]
- Јово Капичић (1919—2013) генерал-мајор у резерви. Народни херој.[23]
- Осман Карабеговић (1911—1996) генерал-мајор у резерви. Народни херој.[23]
- Едвард Кардељ (1910—1979) генерал-пуковник у резерви. Народни херој.[24]
- Борис Кидрич (1912—1953) генерал-потпуковник у резерви. Народни херој.[25]
- Фрањо Кнебл (1915—2006) генерал-мајор у резерви. Народни херој.[26]
- Лазар Колишевски (1914—2000) генерал-мајор у резерви. Народни херој.[27]
- Иван Крајачић (1906—1986) генерал-потпуковник у резерви. Народни херој.[28]
- Борис Крајгер (1914—1967) генерал-потпуковник у резерви. Народни херој.[28]
- Вицко Крстуловић (1905—1988) генерал-мајор у резерви. Народни херој.[29]
- Франц Лескошек (1897—1983) генерал-потпуковник у резерви. Народни херој.[30]
- Иван Локовшек (1913—1993) генерал-мајор у резерви.[31]
- Миха Маринко (1900—1983) генерал-мајор у резерви. Народни херој.[25]
- Мома Марковић (1912—1992) генерал-мајор у резерви. Народни херој.[25]
- Божидар Масларић (1895—1963) генерал-мајор. Народни херој.
- Иван Мачек (1908—1993) генерал-мајор у резерви. Народни херој.[25]
- Цвијетин Мијатовић (1913—1993) генерал-мајор у резерви. Народни херој.[25]
- Милорад Милатовић (1910—1997) генерал-мајор у резерви.[25]
- Милош Минић (1914—2003) генерал-мајор у резерви. Народни херој.[25]
- Вељко Мићуновић (1916—1982) генерал-потпуковник у резерви. Народни херој.[25]
- Вукашин Мићуновић (1919—2005) генерал-мајор у резерви. Народни херој.[25]
- Карло Мразовић (1902—1987) генерал-потпуковник у резерви. Народни херој.[25]
- Душан Мугоша (1914—1973) генерал-мајор у резерви. Народни херој.[25]
- Џемал Муминагић (1920—2003) генерал-мајор у резерви.[25]
- Радисав Раја Недељковић (1911—1996) генерал-мајор у резерви. Народни херој.[25]
- Благоје Нешковић (1907—1986) генерал-мајор у резерви.[25]
- Андрија Пејовић (1911—1997) генерал-потпуковник у резерви. Народни херој.[25]
- Павле Пекић (1910—1990) генерал-мајор у резерви.[25]
- Слободан Пенезић Крцун (1918—1964) генерал-пуковник у резерви. Народни херој.[25]
- Душан Петровић Шане (1914—1977) генерал-мајор у резерви. Народни херој.[25]
- Моша Пијаде (1890—1957) генерал-мајор у резерви. Народни херој.[25]
- Бојан Полак (1918—2004) генерал-мајор у резерви. Народни херој.[25]
- Крсто Попивода (1910—1988) генерал-мајор у резерви. Народни херој.[25]
- Владо Поповић (1914—1972) генерал-мајор у резерви. Народни херој.[25]
- Милентије Поповић (1913—1971) генерал-мајор у резерви.[25]
- Ђуро Пуцар Стари (1899—1979) генерал-потпуковник у резерви. Народни херој.[25]
- Добривоје Радосављевић Боби (1915—1984) генерал-мајор у резерви. Народни херој.[32]
- Иван Рибар (1881—1968) генерал-мајор у резерви.[33]
- Душан Ристић (1907—1972) генерал-мајор у резерви.[34]
- Владимир Роловић (1916—1971) генерал-мајор у резерви. Народни херој.[35]
- Ђуро Салај (1889—1958) генерал-мајор у резерви.[36]
- Петар Стамболић (1912—2007) генерал-мајор у резерви. Народни херој.[37]
- Светислав Стефановић (1910—1980) генерал-пуковник у резерви. Народни херој.[в]
- Драгутин Стојаковић (1910—1997) генерал-мајор у резерви.[38]
- Велимир Стојнић (1916—1990) генерал-мајор у резерви. Народни херој.[39]
- Мијалко Тодоровић (1913—1999) генерал-потпуковник у резерви. Народни херој.[40]
- Сулејман Филиповић (1896—1971) генерал-мајор у резерви.[41]
- Фадиљ Хоџа (1916—2001) генерал-мајор у резерви. Народни херој.[42]
- Јосип Хрнчевић (1901—1994) генерал-мајор у резерви. Народни херој.[43]
- Авдо Хумо (1914—1983) генерал-мајор у резерви. Народни херој.
- Борис Чизмек (1919—2008) генерал-мајор у резерви.[44]
- Родољуб Чолаковић (1900—1983) генерал-мајор у резерви. Народни херој.[44]
- Боро Чушкар (1916—1982) генерал-мајор у резерви.[45]
- Владо Шегрт (1907—1991) генерал-мајор у резерви. Народни херој.[46]
- Милан Шијан (1914—2004) генерал-мајор у резерви. Народни херој.[47]

## Напомена
1. ↑  Генералски, односно адмиралски чинови у ЈНА су били — генерал, генерал армије (адмирал флоте), генерал-пуковник (адмирал), генерал-потпуковник (вице-адмирал) и генерал-мајор (контра-адмирал).[1]
2. ↑  1950. разрешен свих дужности, одузет му чин и одликовања
3. ↑  1966. разрешен свих дужности, задржао чин и одликовања